# Sasha (DJ)

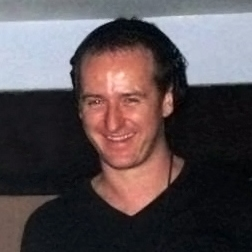
Sasha (2006)

Sasha (* 4. September 1969 in Bangor, Wales; bürgerlicher Name Alexander Paul Coe) ist ein walisischer DJ und Musikproduzent im Bereich der progressiven Trance- und Housemusik.

## Biographie

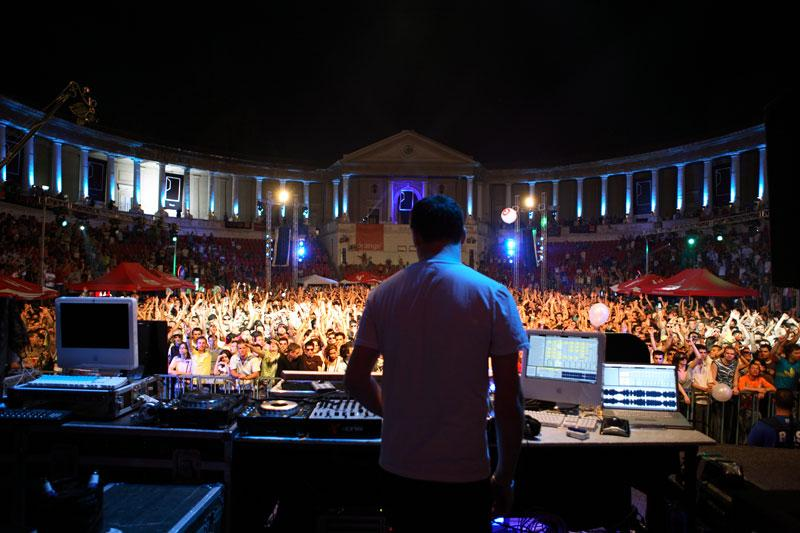
Sasha 2006 in Bukarest

Sasha wuchs im walisischen Dorf Hawarden bei seiner Mutter auf. Mit 17 Jahren bestand er die Aufnahmeprüfungen für das Epsom College, das er jedoch verließ, bevor er das Advanced Level erreichte. Stattdessen zog er nach Bangor zu seinem Vater und seiner Stiefmutter. 
Zum ersten Mal in Kontakt mit elektronischer Tanzmusik kam Sasha 1988 in der Haçienda in Manchester. Er kaufte sich bald darauf erste Acid-House-Platten und lehrte sich selbst das Mixen. Bald hatte er seine ersten DJ-Buchungen in der Haçienda. 1993 veröffentlichte er Together, seine erste Single unter dem Pseudonym Sasha. 
Im Jahr 1993 traf er auch auf John Digweed, mit dem er in den folgenden Jahren oft zusammen auflegte. Sie gingen zusammen auf Tourneen und veröffentlichten mehrere Kompilationen. Ein Highlight war ihre Delta Heavy Tour 2002 in den Vereinigten Staaten. Sie spielten in 31 Städten und vor rund 85.000 Leuten.
2002 arbeitete Sasha mit Junkie XL zusammen für dessen Single Breezer. Junkie XL, zusammen mit Charlie May, unterstützte Sasha auch bei seinem Debütalbum, Airdrawndagger. Nach der Veröffentlichung seines Albums nahm er den jungen DJ James Zabiela unter Vertrag. Mit ihm tourte er ebenfalls durch die USA. 
Sasha war von 1997 bis 2008 immer in den Top 10 der Top 100 DJs von DJ Mag und gewann die Wahl im Jahr 2000. 2009 kam er auf Platz 13. Für seinen Remix von Felix da Housecats Watching Cars Go By erhielt Sasha eine Grammy-Nominierung.

## Diskografie

### Alben
- 1994: The Qat Collection
- 2002: Airdrawndagger
- 2004: Involver
- 2008: Invol2ver
- 2013: Invol<3r
- 2016: Scene Delete

### Singles
- 1992: Appolonia als B.M. EX
- 1992: Someday mit M People
- 1993: Together mit Danny Campbell
- 1994: Higher Ground
- 1994: Magic mit Sam Mollison
- 1994: Bailando Con Lobos mit Tom Frederikse als Cabana
- 1996: Arkham Asylum
- 1996: Be as One mit Maria Nayler
- 1996: Southwind mit MBS
- 1998: Ride mit BT als 2 Phat Cunts
- 1999: Xpander EP
- 2000: Scorchio mit Darren Emerson
- 2002: Wavy Gravy
- 2003: Artificial Heart
- 2006: Seal Clubbing mit Charlie May
- 2007: Coma
- 2007: Park It In The Shade
- 2007: Who Killed Sparky?
- 2007: Mongoose
- 2008: Park It In The Shade (Audion Ain't Got No Friends Remix)
- 2008: 3 Little Piggys
- 2010: SparkyLives
- 2011: Cut Me Down feat. Krister Linder
- 2012: Smoke Cone feat. Kastis Torrau, Donatello, Arnas D & Knox
- 2015: Pale Reich feat. Joel Mull
- 2015: Vapourspace
- 2015: Ether

### Remixe (Auswahl)
- 1992: Mr. Fingers – Closer
- 1992: M People – How Can I Love You More?
- 1998: Madonna – Ray of Light
- 1999: The Chemical Brothers – Out of Control
- 2003: Pet Shop Boys – West End Girls
- 2004: Felix da Housecat – Watching Cars Go By
- 2005: Faithless – Insomnia
- 2005: Depeche Mode – Precious